# سفارة فرنسا في زيمبابوي
سفارة فرنسا في زيمبابوي هي أرفع تمثيل دبلوماسي لدولة فرنسا لدى زيمبابوي. تقع السفارة في هراري وهي تهدف لتعزيز المصالح الفرنسية في زيمبابوي.

## وصلات خارجية
- الموقع الرسمي
- قائمة سفارات فرنسا
- قائمة السفارات في زيمبابوي